# Olympische Sommerspiele 1972/Schwimmen – 400 m Freistil (Frauen)
Der Schwimmwettkampf über 400 Meter Freistil der Frauen bei den Olympischen Spielen 1972 in München wurde am 30. August ausgetragen.

## Ergebnisse

### Vorläufe
Vorlauf 1
| Rang | Athletin             | Nation             | Zeit (min) | Anm.  |
| ---- | -------------------- | ------------------ | ---------- | ----- |
| 1    | Jenny Wylie          | Vereinigte Staaten | 4:27,53    | OR, Q |
| 2    | Anke Rijnders        | Niederlande        | 4:29,94    | Q     |
| 3    | Karin Tülling        | DDR                | 4:32,56    |       |
| 4    | Federica Stabilini   | Italien            | 4:36,32    |       |
| 5    | María Teresa Ramírez | Mexiko             | 4:39,14    |       |
| 6    | Helga Wagner         | BR Deutschland     | 4:47,61    |       |
| 7    | Kirsten Knudsen      | Dänemark           | 4:53,76    |       |

Vorlauf 2
| Rang | Athletin             | Nation             | Zeit (min) | Anm. |
| ---- | -------------------- | ------------------ | ---------- | ---- |
| 1    | Shirley Babashoff    | Vereinigte Staaten | 4:31,98    | Q    |
| 2    | Karen Moras          | Australien         | 4:36,14    |      |
| 3    | Mary Beth Rondeau    | Kanada             | 4:36,71    |      |
| 4    | Anne Marie McCaffrey | Kanada             | 4:39,92    |      |
| 5    | Roselina Angee       | Kolumbien          | 4:45,97    |      |
| 6    | Belinda Phillips     | Jamaika            | 4:47,54    |      |
| 7    | Hsu Yue-yun          | Republik China     | 4:57,58    |      |

Vorlauf 3
| Rang | Athletin          | Nation         | Zeit (min) | Anm. |
| ---- | ----------------- | -------------- | ---------- | ---- |
| 1    | Shane Gould       | Australien     | 4:28,46    | Q    |
| 2    | Hansje Bunschoten | Niederlande    | 4:28,76    | Q    |
| 3    | Uta Schütz        | BR Deutschland | 4:34,67    |      |
| 4    | Narelle Moras     | Australien     | 4:37,57    |      |
| 5    | Susan Edmondson   | Großbritannien | 4:39,10    |      |
| 6    | Ileana Morales    | Venezuela      | 4:44,73    |      |
| 7    | Diana Sutherland  | Großbritannien | 4:47,66    |      |

Vorlauf 4
| Rang | Athletin           | Nation             | Zeit (min) | Anm.  |
| ---- | ------------------ | ------------------ | ---------- | ----- |
| 1    | Novella Calligaris | Italien            | 4:24,14    | OR, Q |
| 2    | Keena Rothhammer   | Vereinigte Staaten | 4:24,82    | Q     |
| 3    | Gudrun Wegner      | DDR                | 4:25,13    | Q     |
| 4    | Olga de Angulo     | Kolumbien          | 4:40,09    |       |
| 5    | Jaynie Parkhouse   | Neuseeland         | 4:40,24    |       |
| 6    | June Green         | Großbritannien     | 4:45,81    |       |
| 7    | Eleni Avlonitou    | Griechenland       | 4:52,10    |       |
| 8    | Patricia López     | Argentinien        | 4:59,68    |       |

### Finale
| Rang | Athletin           | Nation             | Zeit (min) | Anm. |
| ---- | ------------------ | ------------------ | ---------- | ---- |
| 1    | Shane Gould        | Australien         | 4:19,04    | WR   |
| 2    | Novella Calligaris | Italien            | 4:22,44    |      |
| 3    | Gudrun Wegner      | DDR                | 4:23,11    |      |
| 4    | Shirley Babashoff  | Vereinigte Staaten | 4:23,59    |      |
| 5    | Jenny Wylie        | Vereinigte Staaten | 4:24,07    |      |
| 6    | Keena Rothhammer   | Vereinigte Staaten | 4:24,22    |      |
| 7    | Hansje Bunschoten  | Niederlande        | 4:29,70    |      |
| 8    | Anke Rijnders      | Niederlande        | 4:31,51    |      |